# مارغريت كريستنسن
مارغريت كريستنسن (بالإنجليزية: Margaret Christensen)‏ هي ممثلة أسترالية، ولدت في 8 يناير 1921 في أديلايد في أستراليا، وتوفيت في 30 نوفمبر 2009 في ملبورن في أستراليا.

## وصلات خارجية
- مارغريت كريستنسن على موقع IMDb (الإنجليزية)
- مارغريت كريستنسن على موقع قاعدة بيانات الفيلم (الإنجليزية)